# 新栄信用組合
新栄信用組合（しんえいしんようくみあい）は、新潟県新潟市江南区に本店を置いていた信用組合。
2019年12月6日に、さくらの街信用組合（本店：新潟県阿賀野市）と合併が関東財務局から認可され、同月9日に「はばたき信用組合」が発足した。合併後に存続するのは新栄信組。本店と本部も新栄信組に置く。

## 沿革
- 1953年9月 - 亀田信用組合として設立。
- 1970年10月 - 新栄信用組合に改称。
- 1988年4月  - 新潟産業信用組合と合併する。
- 2019年12月9日 - さくらの街信用組合と合併し、「はばたき信用組合」が発足[1]。